# Christmas Tree (뷔의 노래)
Christmas Tree는 대한민국의 보이 그룹 방탄소년단의 일원인 뷔가 부른 드라마 그 해 우리는의 OST이다. 

## 곡 목록
디지털 다운로드/스트리밍
1. "Christmas Tree" – 3:30
2. "Christmas Tree" (instrumental) – 3:30